# Jayrôme C. Robinet

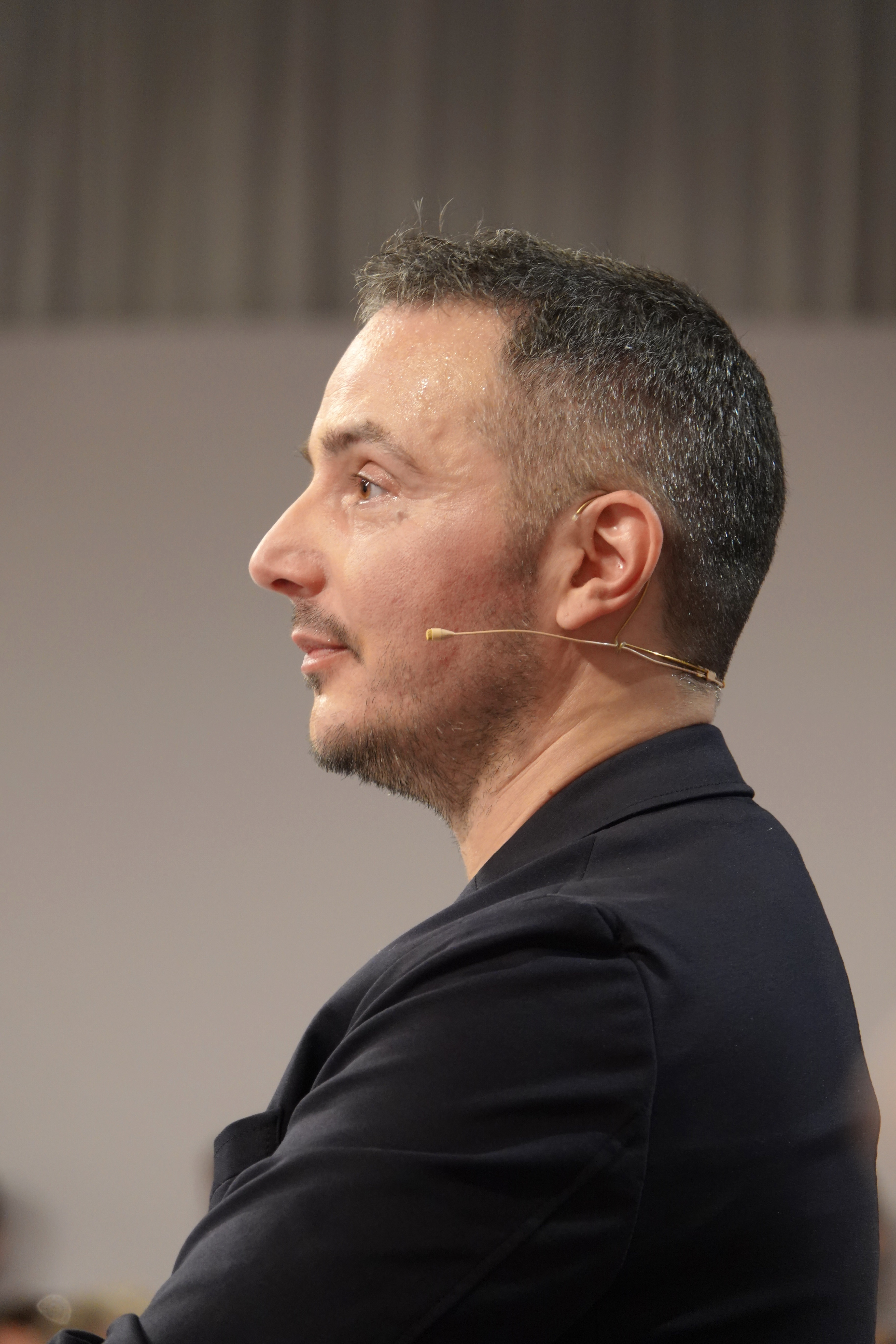
Jayrôme C. Robinet beim Ingeborg Bachmann-Preis 2023

Jayrôme C. Robinet (* 24. Februar 1977 als Céline Robinet in Saint-Saulve, Arrondissement Valenciennes, Frankreich) ist ein auf Französisch und Deutsch publizierender Schriftsteller, Spoken-Word-Künstler und Übersetzer.

## Leben
Jayrôme C. Robinet kam als Céline Robinet zur Welt und wuchs mit drei Geschwistern im französisch-belgischen Grenzgebiet auf. Einige Familienmitglieder stammen aus Italien. Im Erwachsenenalter entschied sich Robinet für eine Identität als Mann. 2010 begann er mit seiner medizinischen Transition. Der in diesem Zusammenhang geänderte Vorname mit der ungewöhnlichen Schreibweise Jayrôme ist als Anspielung auf gay, der englischen und französischen Bezeichnung für homosexuell, interpretiert worden. Der Namensbestandteil C. stehe dabei für den alten Vornamen Céline. Zeitweise – so etwa 2008 und 2009 bei Auftritten auf dem Internationalen Literaturfestival Berlin – verwendete Robinet den Künstlernamen CaKoSónia.
Robinet studierte zunächst Übersetzen für die Sprachen Deutsch und Spanisch an der Ecole d’Interprètes Internationaux der Universität Mons, außerdem Spanische Literatur und Kunst an der Universität Granada. Nach dem Umzug nach Berlin im Jahr 2000 war er zeitweise für die Kulturseiten der monatlich erscheinenden Zeitung La Gazette de Berlin zuständig. Ein Studium in biografischem und kreativem Schreiben an der Alice Salomon Hochschule schloss er 2016 mit dem Masters of Arts ab. Der Titel seiner Abschlussarbeit lautet Queere Geschichten brauchen Flügel ... und ein Mikrofon. Planung und Durchführung von Spoken Word-Workshops in queeren Kontexten. Anschließend nahm er Lehraufträge in Berlin, Darmstadt und Konstanz wahr. Robinet promoviert derzeit (Stand: Juni 2023) über Performance Poetry am DFG-Graduiertenkolleg der Universität der Künste Berlin.

## Werk
Schon in Frankreich erschienen 2005 und 2007 beim Independent-Verlag Au Diable Vauvert zwei Erzählbände, außerdem ein Beitrag für eine Poetry-Slam-Anthologie. 2012 war Robinet Writer in Residence an der Villa Decius in Krakau. Im September 2015 wurde sein Einpersonenstück Das Licht ist weder gerecht noch ungerecht am Berliner Maxim-Gorki-Theater uraufgeführt. Regie führte Pınar Karabulut, als Dramaturg begleitete Necati Öziri die Produktion. Der Theatermonolog, der sich mit anderen Genres wie Spoken Word und lyrischer Prosa vermischt, handelt von einer Transperson, die mit dem Zug von Berlin nach Frankreich unterwegs ist. Dort möchte sie mit den noch unwissenden Eltern ihren ersten Geburtstag als Mann feiern.
Anfang 2019 veröffentlichte Robinet im Carl Hanser Verlag das autofiktionale Werk Mein Weg von einer weißen Frau zu einem jungen Mann mit Migrationshintergrund. Er schildert darin, wie Jayrôme in Berlin Testosteron einzunehmen beginnt, ihm allmählich ein dunkler Bart wächst und er auf der Straße plötzlich auf Arabisch angesprochen wird. Der Autor beschreibt einen „steinigen Weg von der Frau zum Mann, auf dem nicht nur ein Berg von Vorurteilen zu überwinden war, sondern auch ein Gestrüpp bürokratischer Hemmnisse“ (Dirk Fuhrig, Deutschlandfunk Kultur). Er reflektiert dabei nicht zuletzt über gesellschaftliche Rollenbilder, Stereotypen und normierte Verhaltensweisen. Für die Schriftstellerin Anja Kümmel (Sissy) funktioniert die Prosa in dem Band, „mit seinen kurzen, kolumnenhaften Kapiteln“, nach einem ähnlichen Prinzip wie Robinets Spoken-Word-Kunst, wo „verblüffende, irritierende, kathartische Momente, an denen die Wahrnehmung kippt, [...] oft den entscheidenden Aha-Effekt auslösen“.
Robinet hat mehrere Theatertexte, unter anderem von Fritz Kater, Sasha Marianna Salzmann und Händl Klaus, ins Französische übertragen. Ebenso übersetzte Robinet Sachbücher ins Französische und Deutsche.
2023 nahm Jayrôme C. Robinet auf Einladung der Jurorin Mithu Sanyal am Ingeborg-Bachmann-Wettbewerb in Klagenfurt am Wörthersee teil und las dort den Prosatext Sonne in Scherben. Ein gleichnamiger Roman erschien im folgenden Jahr bei Hanser Berlin.  Darin erzählt Robinet die Geschichte des Transmannes Enzo, der schwanger wird.

## Auszeichnungen (Auswahl)
- 2012: Aufenthaltsstipendium an der Villa Decius in Krakau
- 2020: Arbeitsstipendium des Berliner Senats
- 2021: Arbeitsstipendium des Deutschen Übersetzerfonds
- 2023: Nominierung für den Ingeborg-Bachmann-Preis[14]

## Publikationen (Auswahl)

### Eigene Werke
- [unter dem Namen Céline Robinet]: Vous avez le droit d’être de mauvaise humeur, mais prévenez les autres!, Éds. Au Diable Vauvert, Vauvert 2005. ISBN 978-2-84626-076-3.
- [unter dem Namen Céline Robinet]: Faut-il croire les mimes sur parole?, Éds. Au Diable Vauvert, Vauvert 2007. ISBN 978-2-84626-127-2.
- Das Licht ist weder gerecht noch ungerecht. Theatermonolog, Spoken Word, Kurzgeschichte, lyrische Prosa. Ein Text- und Hörbuch, w_orten & meer, Berlin 2015. ISBN 978-3-945644-00-3.
- Mein Weg von einer weißen Frau zu einem jungen Mann mit Migrationshintergrund, Carl Hanser Verlag, München 2019. ISBN 978-3-446-26207-2.
- Blume ohne Stiel. In: die horen, H. 285, Wallstein Verlag, Göttingen 2022, S. 204–208.
- Keine Frage! In: Charlotte Gneuß / Laura Weber (Hrsg.): Glückwunsch. 15 Erzählungen über Abtreibung, Carl Hanser Verlag, München 2023. ISBN 978-3-446-27677-2, S. 181–195.
- Krieger oder Loser. In: Donat Blum / Valentin Moritz (Hrsg.): Oh Boy. Männlichkeit*en heute. Kanon Verlag, Berlin 2023. ISBN 978-3-98568-066-5, S. 41–53.
- Sonne in Scherben, Roman. Hanser Berlin, Berlin 2024, ISBN 978-3446279544

### Aufsätze
- Geniale Geneal(l)ogie: meine Spoken-Word-Vorfahr*innen. In: Heinz-Jürgen Voß (Hrsg.): Westberlin – ein sexuelles Porträt. Psychosozial-Verlag, Gießen 2021. ISBN 978-3-8379-3108-2, S. 187–204.
- Lecken, lecken. Queerer Spoken Word in West-Berlin der 1970er und 1980er Jahre. In: Jenny Schrödl / Eike Wittrock (Hrsg.): Theater* in queerem Alltag und Aktivismus der 1970er und 1980er Jahre, Neofelis Verlag, Berlin 2022. ISBN 978-3-95808-391-2.

### Übersetzungen
- Fritz Kater: Un temps pour aimer un temps pour mourir, traduction de Céline Robinet, Übersetzung von Zeit zu lieben Zeit zu sterben, L’Arche Éditeur, Montreuil 2002.
- Fritz Kater: We are Camera / jason matérial, traduction de Céline Robinet, L’Arche Éditeur, Montreuil 2003.
- Händl Klaus: Sauvages. l’homme aux yeux tristes, traduction française de Céline Robinet, Übersetzung von (WILDE) Mann mit traurigen Augen, Aux nouvelles écritures théâtrales, Paris 2009.
- Dossie Easton / Janet W. Hardy: La salope éthique. Guide pratique pour des relations libres sereines, traduction de Céline Robinet et David Le Guillermic, Milly-la-Forêt 2013. ISBN 978-2-915635-76-8.
- Kate Bornstein: Hello, monde cruel. 101 alternatives au suicide pour les ados, les freaks et autres rebelles, traduit de l’anglais par Jayrôme C. Robinet, Éds. Au Diable Vauvert, Vauvert 2018. ISBN 979-10-307-0199-9.
- Shon Faye: Die Transgender-Frage. Aus dem Englischen von Jayrôme C. Robinet und Claudia Voit, Carl Hanser Verlag, München 2022. ISBN 978-3-446-27394-8.